# Plan Paulson

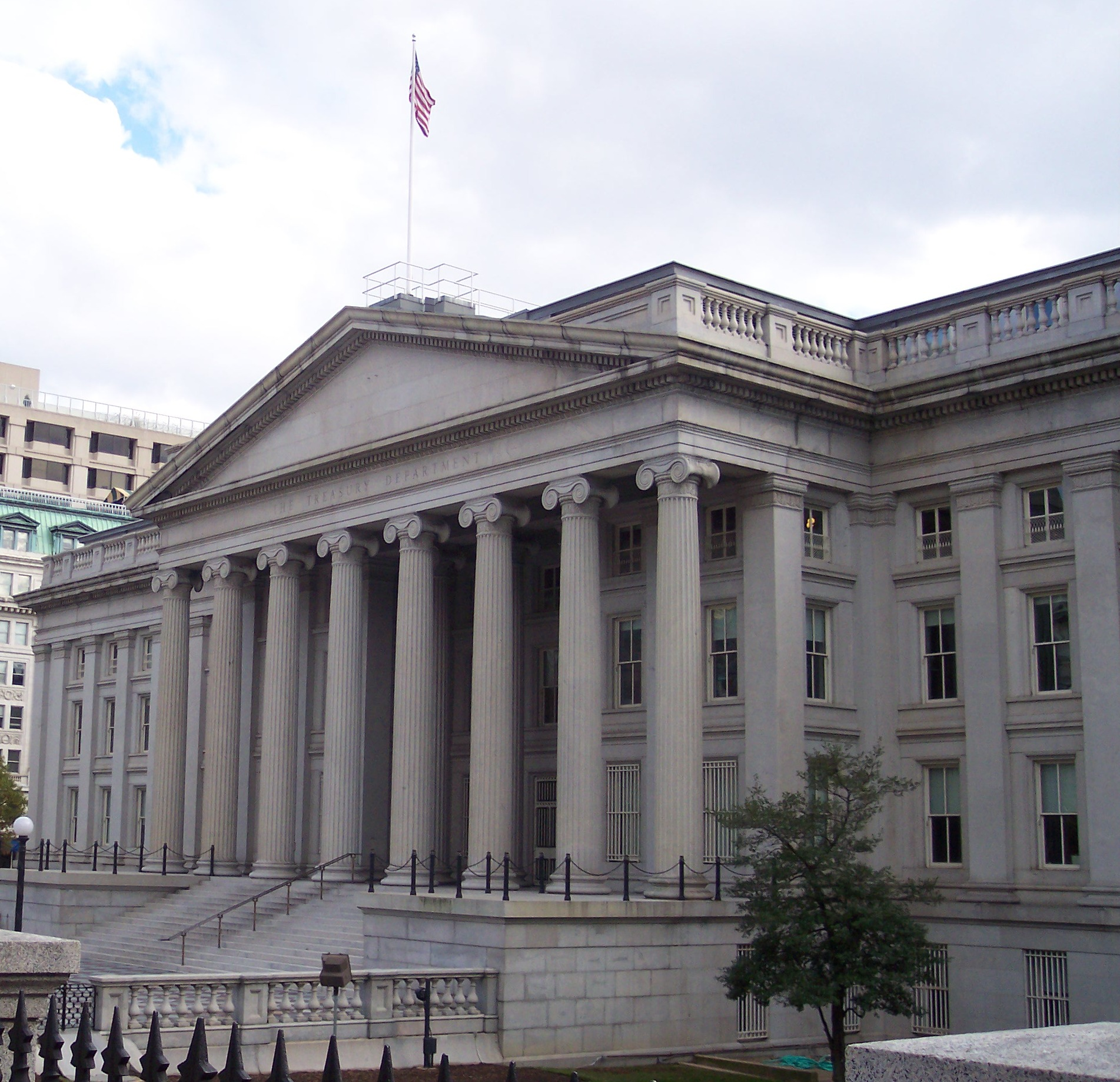
Immeuble abritant le département du Trésor des États-Unis

Le plan Paulson, ou TARP, est l'une des mesures mises en place par les États-Unis à partir de septembre 2008 pour faire face à la crise financière de 2008, elle-même enfantée par la crise des subprimes qui a débuté en 2007 et qui menaçait le système financier international. Il s'appuie sur l’Emergency Economic Stabilization Act of 2008, une loi initialement proposée par le Secrétaire au Trésor des États-Unis Henry Paulson et par le président de la Réserve fédérale des États-Unis Ben Bernanke.
Initialement, ce plan prévoyait que le département du Trésor des États-Unis achèterait des actifs toxiques américains, principalement des mortgage-backed securities, de banques faisant affaire aux États-Unis jusqu'à concurrence de 700 milliards USD. Le 11 novembre 2008, Henry Paulson, imitant le gouvernement suédois, a radicalement modifié l'approche retenue : le trésor américain prendra plutôt une prise de participation dans le capital des institutions financières les plus fragiles, augmentant ainsi leurs liquidités,,,,. Le 10 décembre 2008, le Congrès des États-Unis a publié un rapport très critique envers la mise en œuvre du plan. Reprenant la plupart des critiques du Government Accountability Office (GAO) publiées au début du mois de décembre 2008, le rapport mentionne que le trésor américain a « changé ses plans à plusieurs reprises et se demande s'il a une ligne d'action claire ». Le congrès a aussi exprimé à plusieurs reprises son mécontentement à propos de l'exécution du plan.
Les défenseurs du plan affirment que l'intervention dans le marché demandée était essentielle pour prévenir une dégradation plus prononcée dans la confiance envers le système de crédits américain et qu'un refus d'agir mènerait à une dépression économique.
Les opposants affirment qu'un tel plan, rapidement mis au point, est très coûteux, pointent les sondages qui démontrent que le public américain n'approuve pas le sauvetage des banques d'investissements, ajoutent que de meilleures alternatives n'ont pas été examinées et que le Sénat des États-Unis a adouci une loi impopulaire en ajoutant des incitatifs qui ont forcé la main à la Chambre des représentants des États-Unis,. Par ailleurs, les opposants affirment que puisque la crise provient d'un excédent de prêts et de dettes, ajouter une quantité massive de prêts et de dettes ne fera qu'exacerber les problèmes économiques.
Pendant l'exécution du plan, les sommes seront octroyées en trois étapes : 250 milliards de dollars seront immédiatement accordés au Trésor suivis de 100 milliards octroyés, si nécessaire, à la demande du président des États-Unis, puis 350 milliards sujets à un nouveau vote du Congrès des États-Unis. Plusieurs instances officielles surveilleront l'exécution du plan.
Finalement, en septembre 2013, 421 milliards de dollars ont été utilisés dans le cadre de ce plan et 422 milliards collectés.

## Contexte
La crise des subprimes a atteint un stade critique en septembre 2008, alors que la liquidité du marché monétaire est sévèrement diminuée partout sur la planète et que l'insolvalibilité guette plusieurs banques d'investissement et d'autres institutions financières. Dans le but de mettre fin à diverses menaces économiques, le gouvernement fédéral américain a annoncé une série de mesures destinée à résoudre plusieurs problèmes. Cette annonce fait suite à différentes opérations financières de ce gouvernement, certaines sauvant des sociétés financières de la faillite, d'autres pas. Il a mis sous tutelle Fanny Mae et Freddy Mac, a prêté 85 milliards USD, via la Fed, à AIG tout en nationalisant son capital à hauteur de près de 80 %, mais a décidé de ne pas intervenir pour sauver de la faillite Lehman Brothers.
Le lundi 6 octobre 2008, l'indice Dow Jones, perdant plus de 700 points, passe sous 10 000 points pour la première fois depuis 2004. Le même jour, CNN rapporte que :
- le FTSE 100 a diminué de 7,9 % ;
- le DAX a perdu 7,1 % ;
- le CAC 40 a diminué de 9 % ;
- en Russie, les transactions boursières sont suspendues à la suite d'une baisse de plus de 20 % du RTS ;
- en Islande, les transactions sur les actions de six banques sont suspendues pendant que le gouvernement prépare un plan pour faire face à la crise sur le plan national.

## Proposition de Paulson

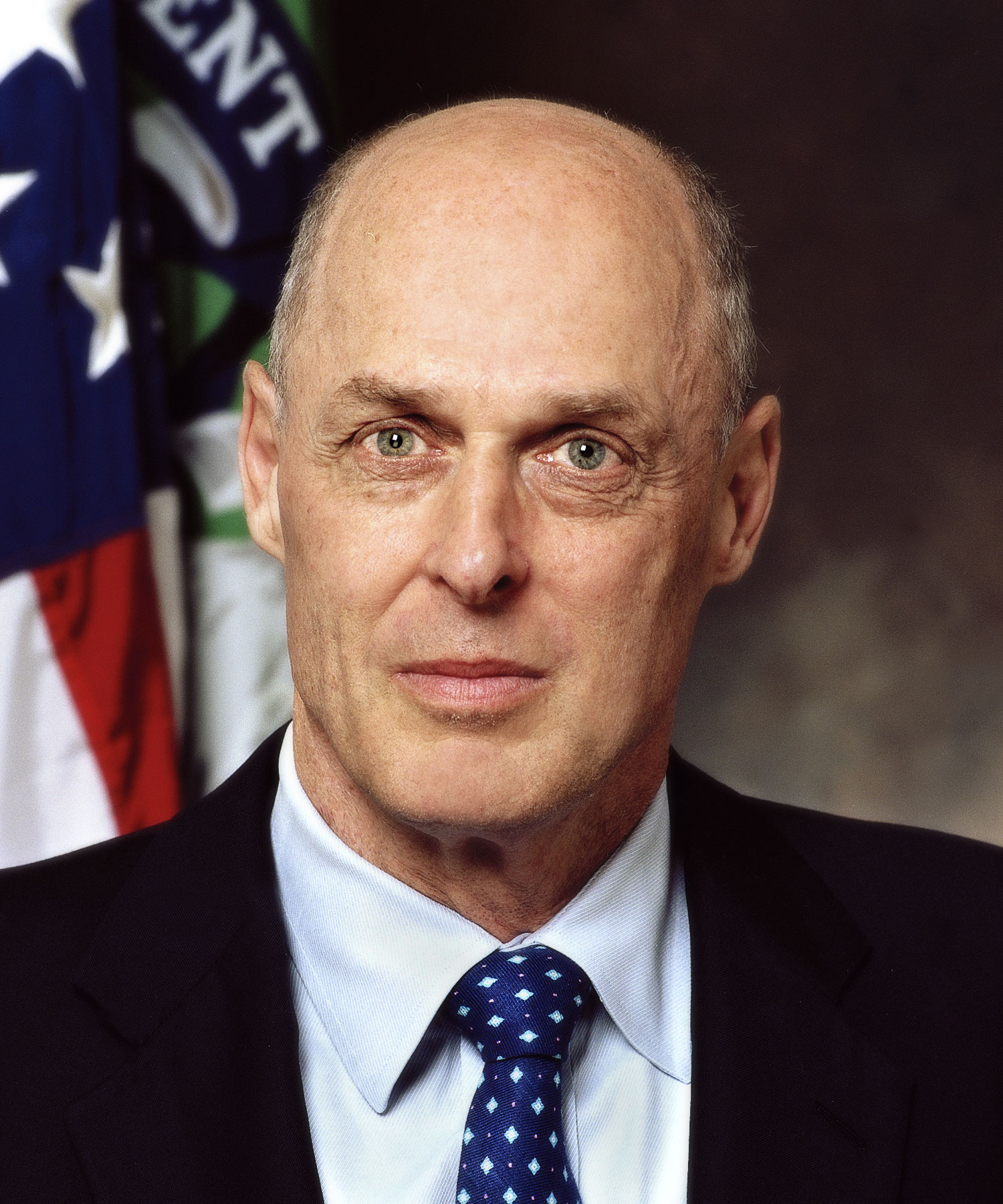
Henry Paulson, Secrétaire du Trésor des États-Unis.
(Photo prise en 2006)

Dans la semaine du 15 septembre 2008, des consultations entre Henry Paulson, le président de la Réserve fédérale des États-Unis Ben Bernanke, le président de la SEC Christopher Cox, les leaders du congrès et George W. Bush, permirent de faire progresser le dossier dans le but de rédiger un projet de loi qui résorberait la non-liquidité du marché,.
Le 20 septembre, Paulson et Bush annoncèrent une proposition où le gouvernement fédéral américain rachèterait jusqu'à 700 milliards USD de mortgage-backed securities non liquides dans le but d'augmenter la liquidité du marché secondaire des hypothèques et de réduire les pertes potentielles que pourraient subir les institutions financières possédant ces titres. La proposition faisant trois pages, elle était intentionnellement courte sur les détails dans le but de faciliter son acceptation par le congrès. Ce plan fut nommé Troubled Asset Relief Program (TARP), mais est aussi connu comme la « proposition Paulson » et le « Plan Paulson ».
La proposition fut bien reçue par les investisseurs boursiers, mais a fait diminuer la valeur du dollar américain face à l'or, l'euro et le pétrole. Elle n'a pas été immédiatement approuvée par le congrès : à la suite de débats, des amendements y furent apportés afin de la rendre légalement et politiquement plus attrayante,,. Dans la semaine du 21 septembre, il y avait en effet différentes frictions entre les membres du congrès à propos de la durée et de la portée de la proposition, lesquelles étaient amplifiées par la faillite de plusieurs institutions bancaires, telle Washington Mutual, et les élections présidentielles du 4 novembre 2008.
Le 21 septembre, Henry Paulson annonce que la proposition originale, qui excluait les banques d'origine étrangère, a été révisée pour inclure les institutions financières étrangères faisant affaire aux États-Unis. Le gouvernement fédéral américain a fait pression auprès de différents pays pour mettre en place un plan semblable.
Le 23 septembre, le plan est présenté par Henry Paulson et Ben Bernanke au Senate Banking Committee, qui le rejeta en le qualifiant d'inacceptable.
Le 24 septembre, le président Bush s'est adressé à la nation américaine par le truchement de la télévision, affirmant que la crise financière pourrait devenir sérieuse si aucun geste n'était fait rapidement par le Congrès des États-Unis.

### Rachat demortgage-backed securities
La partie essentielle de la proposition est le rachat de 700 milliards USD de mortgage-backed securities (MBS) par le gouvernement fédéral américain. Cette opération peut être vue comme un investissement risqué, plutôt qu'une dépense. En effet, les MBS soumis au programme sont toujours bénéficiaires des entrées de fonds des hypothèques données en garantie. Les sorties de fonds du gouvernement pourront ainsi être remboursées à long terme par les versements mensuels. De plus, le gouvernement pourrait revendre les actifs, mais à des prix variables. Bien que les emprunts nécessaires pour racheter les MBS augmentera la dette publique des États-Unis, les actifs liés aux MBS viendront augmenter ceux du Trésor américain,.
Le défi essentiel du plan est l'évaluation des MBS, exercice difficile car leur valeur est sujette à différents facteurs liés au marché immobilier et à la qualité des hypothèques données en garanties. La capacité du gouvernement fédéral américain d'obtenir le maximum de gains sur les MBS ainsi acquis, que ce soit à court terme ou à long terme, dépend pour une grande part de leur prix au moment de l'achat. Par exemple, Merrill Lynch a dévalué ses MBS au prix de 22 cents pour un dollar lors du 2e semestre 2008. En octobre 2008, il est difficile de prévoir si le gouvernement pourra revendre les MBS ou devra se contenter d'encaisser les versements sur les hypothèques.

### Droit de dépenser sans supervision
Dans sa forme originale, la proposition aurait donné au Secrétaire au Trésor des États-Unis le droit de dépenser sans supervision, que celle-ci soit faite par le Congrès des États-Unis ou par une cour de justice, ce qui lui aurait donné des pouvoirs jamais vus auparavant. La section 8 de la proposition Paulson décrit ainsi ses pouvoirs : « Les décisions par le Secrétaire, en accord avec l'autorité conférée par cette loi, ne peuvent être revues et sont exécutées à la discrétion de l'agence. Elles ne peuvent être revues par quelque cour de justice que ce soit ou tout autre instance administrative,. » Cette provision n'a pas été incluse dans la version finale.

### Incidences potentielles
Si le Trésor américain dépense la totalité des 700 milliards USD promis, chaque Américain verra sa dette augmentée de 2 295 USD (pour une population d'environ 305 millions) ou encore chaque Américain ayant un emploi verra sa dette augmenter de 4 635 USD (pour une population de travailleurs estimée à 151 millions). Ces calculs sont simplistes, car les auteurs font l'hypothèse que tous les citoyens américains, travailleurs ou non, vont rembourser ce montant à parts égales. Les auteurs excluent l'intérêt sur la dette et omettent le fait que plusieurs Américains, même s'ils travaillent, paient très peu d'impôt ou de taxes. De plus, le gros de ce montant servira à acheter des MBS qui pourraient être vendus à profit.
Soumis avant l'acceptation du plan Paulson, le budget fédéral américain pour 2008 est de 2 900 milliards. Les 700 milliards additionnels l'amèneront à 3 600 milliards, soit une augmentation de 24 %. Ce montant est plus élevé que le budget annuel de l'armée américaine et plus élevé que le montant versé par le gouvernement fédéral aux programmes Medicare et Medicaid combinés.
Dans le but d'enrayer la crise qui menace les institutions bancaires américaines, le gouvernement fédéral américain s'est engagé de plusieurs façons. Au début d'octobre 2008, le montant total des engagements et des prévisions d'engagements serait de 1 000 milliards USD, montant à comparer au PNB des États-Unis qui se situe à environ 14 000 milliards USD. Cependant, ces montants servent à acquérir des actifs, il n'y a donc pas de perte sèche.

## Motivations
(mai 2024).
Lors de son témoignage devant le Sénat des États-Unis, le Secrétaire au Trésor des États-Unis Henry Paulson, pour motiver ses choix, a donné les raisons suivantes : 
- Stabiliser l'économie : « Nous devons... prévenir les faillites d'institutions financières qui ne cessent de survenir et le gel du marché de l'emprunt, lesquels menacent la santé financière des familles américaines, la viabilité des petites et grandes sociétés et la santé même de notre économie[trad 2]. »
- Augmenter la liquidité : « Ces mauvaises créances ont créé une réaction en chaîne et, la semaine passée, notre marché de l'emprunt a gelé - même des sociétés bien connues qui ne sont pas des institutions financières ont de la difficulté à financer leurs opérations courantes. Si cette situation persistait, des parties de notre économie seraient menacées[trad 3]. »
- Stratégie pertinente : « Nous devons maintenant poser d'autres, et décisifs, gestes pour fondamentalement et de façon pertinente résoudre la cause première de cette perturbation. Et cette cause première est la correction immobilière qui a créé un marché non liquide de produits hypothécaires qui étouffent le flux monétaire si important pour notre économie. Nous devons résoudre ce problème de fond et ramener la confiance dans nos marchés financiers et nos institutions financières, ce qui leur permettra de continuer leur mission qui consiste à supporter notre prospérité et notre croissance futures[trad 4]. »
- Immédiat et significatif : « Ce programme doit être correctement conçu pour être immédiatement mis en place et doit être suffisamment vaste pour maximiser sa portée et restaurer la confiance du marché. Il doit aussi protéger au maximum le contribuable et contenir des clauses qui assurent sa transparence et sa supervision tout en assurant qu'il puisse être appliqué rapidement et fonctionner efficacement[trad 5]. »
- Impact majeur : « Ce programme de rachat est, par lui-même, le geste le plus efficace que nous pouvons faire pour aider les propriétaires de maison et le peuple américain, tout en stimulant notre économie[trad 6]. »

Lors de son témoignage devant le Sénat des États-Unis le 23 septembre 2008, le président de la Fed, Ben Bernanke, a aussi résumé les raisons pour procéder au plan de sauvetage : 
- Confiance de l'investisseur : « Fannie Mae, Freddie Mac, Lehman Brothers et, plus récemment, American International Group (AIG) furent parmi les firmes qui subirent les plus grandes pressions. Lorsque les investisseurs ont perdu confiance dans celles-ci, elles ont vu leur accès aux marchés des liquidités et des capitaux devenir de plus en plus difficile et la valeur de leurs actions a chuté[trad 7]. » Il a aussi affirmé qu'« [a]cheter des actifs fragilisés créera de la liquidité et promouvra une recherche de leur juste valeur par les marchés, tout en réduisant l'incertitude chez les investisseurs à propos de leur valeur courante et des perspectives des institutions financières. De façon plus générale, enlever ces actifs du bilan des sociétés aidera à restaurer la confiance dans nos marchés financiers et permettra aux banques, et autres institutions, de lever des fonds et d'augmenter les prêts, ce qui aidera la croissance économique[trad 8]. »
- Influence sur l'économie et le PNB : « Des turbulences extraordinaires dans les marchés financiers... ces conditions ont causé la chute du prix des actions, la vive augmentation du coût de l'emprunt à court terme (si disponible) et l'assèchement de la liquidité dans plusieurs marchés. Les pertes d'un grand fonds de placement ont amené de nombreux retraits de différents fonds de placement. Une augmentation notable de la demande pour des actifs solides, un désir de se protéger, ont fait diminuer le rendement des bons du trésor à quelques centièmes de pour cent. En diminuant la valeur des actifs tout en restreignant potentiellement le flux des emprunts vers les propriétés immobilières et les sociétés, ces perturbations sont une menace directe à la croissance économique[trad 9]. »

À propos du montant de 700 milliards USD, Forbes.com a cité une porte-parole du trésor américain : « Ce n'est pas fondé sur quelque donnée que ce soit. Nous avons seulement choisi un très gros montant,. »

## Réactions au plan initial

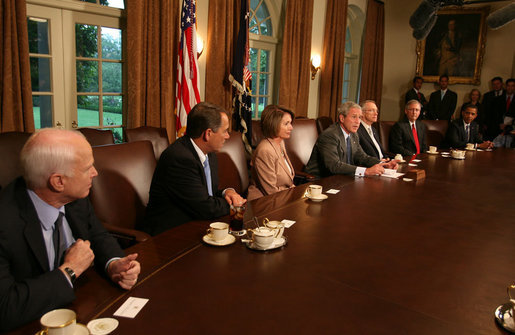
Le 25 septembre 2008, le président des États-Unis George W. Bush a rencontré des membres du Congrès des États-Unis, dont les candidats à la présidence John McCain et Barack Obama, à la Maison-Blanche pour discuter du plan Paulson.

Le Plan Paulson peut mettre Henry Paulson en conflit d'intérêts. En effet, il est un ancien CEO de Goldman Sachs, laquelle bénéficiera du plan de sauvetage. Paulson a engagé des cadres ayant travaillé pour Goldman Sachs comme conseillers et d'anciens conseillers ont été engagés par des banques qui vont profiter du plan. Au vu des montants en jeu, il y a possibilité que certaines opérations illégales ou douteuses soient maquillées ou cachées,,. Par contre, selon Forbes, Paulson possèderait en 2006 un avoir d'environ 700 millions USD.

### Marché
Le 19 septembre 2008, lorsque des nouvelles à propos du plan furent publiées, le marché des valeurs mobilières a augmenté d'environ 3 %. Les marchés étrangers ont aussi vu une hausse. La valeur du dollar américain a diminué comparativement aux autres devises,.
Le marché des contrats à terme sur le pétrole a augmenté d'au moins 16 USD le baril pendant le lundi 22 septembre 2008 : c'était une augmentation record pour une journée. Cependant, il y a d'autres facteurs qui expliquent en partie cette hausse. Des spéculateurs qui s'étaient engagés à acheter des contrats à terme sur le pétrole à la fin d'octobre ont acheté de grandes quantités de pétrole pour se protéger, alimentant la hausse des prix. De plus, des contrats à terme sur le pétrole ont augmenté d'environ 5 USD par baril.
Les taux sur hypothèque ont augmenté à la suite de l'annonce du plan. Le taux fixe à 30 ans était en moyenne à 5,78 % pendant la semaine avant l'annonce. Pendant la semaine suivante, se terminant le 25 septembre, il était à 6,09 % en moyenne, mais plus bas que celui atteint lors de la récession au début des années 1990, où il avait atteint 9,0 %.

### Américains
Le 25 septembre 2008 dans plus de 100 villes aux États-Unis, des citoyens ont protesté contre le plan de sauvetage. TrueMajority, un regroupement citoyen, affirme que ses membres ont organisé plus de 250 évènements dans plus de 41 États. Le plus grand rassemblement, organisé par le New York Central Labor Council, s'est effectué à New York près du New York Stock Exchange : 1 000 manifestants se sont joints aux membres de différents syndicats,. D'autres regroupements citoyens planifient également des rassemblements pour protester contre le plan de sauvetage pendant que des citoyens furieux expriment leur colère en ligne sur des blogs et dans des sites web dédiés.
Lors d'un sondage mené du 19 au 22 septembre 2008 par le Pew Research Center, des citoyens américains devaient répondre à la question : « Comme vous le savez probablement, le gouvernement doit potentiellement investir des milliards pour protéger les institutions financières et le marché. Croyez-vous que le gouvernement fait le bon ou le mauvais geste ? ». 57 % des sondés appuient l'initiative du gouvernement, alors que 30 % s'y opposent.
Lors d'un sondage mené du 19 au 22 septembre 2008 par Bloomberg.com et Los Angeles Times, des citoyens américains devaient répondre à la question : « Est-ce que le gouvernement devrait utiliser l'argent des contribuables pour sauver les institutions financières en difficulté, sachant que leur faillite aurait des incidences négatives sur l'économie et le marché, ou bien ce n'est pas la responsabilité du gouvernement de sauver les sociétés privées avec l'argent des contribuables ? » 55 % des sondés s'opposent à l'initiative du gouvernement, alors que 31 % l'appuient,.
Lors d'un sondage mené le 24 septembre 2008 par USA Today et Gallup, des citoyens américains devaient répondre à la question : « Comme vous le savez, l'administration Bush a proposé un plan qui permettrait au département du Trésor d'acheter et de revendre jusqu'à 700 milliards $ d'actifs toxiques d'institutions financières. Que devrait faire le Congrès ? » 56 % des sondés voulaient que le Congrès applique un plan différent du Plan Paulson, 22 % appuient le plan tel quel et 11 % veulent que le Congrès ne fasse rien.
Le sénateur américain Sherrod Brown a affirmé avoir reçu 2 000 courriels et appels téléphoniques par jour, 95 % des interlocuteurs s'opposant au plan. En date du mardi 25 septembre 2008, les bureaux de la sénatrice américaine Dianne Feinstein ont reçu environ 40 000 courriels, appels et lettres à propos du plan, la plupart des interlocuteurs s'y opposant.

### Cercles politiques
(mai 2024).
Initialement, plusieurs membres du Congrès des États-Unis n'ont pas soutenu le plan, particulièrement les républicains conservateurs. Par exemple, l'un de ceux-ci, Spencer Bachus, a qualifié le plan de « pistolet sur la tempe »,. Cependant, plusieurs personnes ont proposé d'autres alternatives pour résoudre cette crise, et d'autres solutions, moins risquées et plus profitables, pour utiliser au mieux l'argent du contribuable américain, solutions qui n'ont pas été débattues à cause de la publication précipitée du plan.

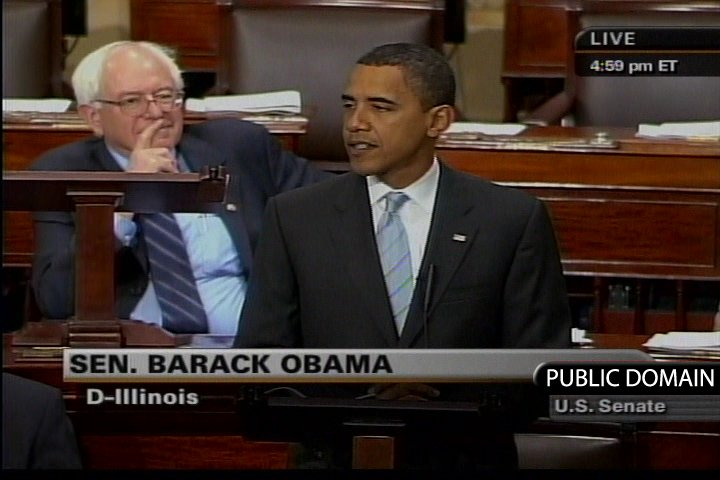
Barack Obama s'est adressé au Sénat des États-Unis à propos de la crise financière dans le but de démontrer son appui à la loi qui sous-tend le Plan Paulson.

- Le Premier ministre britannique Gordon Brown a donné son appui au plan, affirmant qu'il était essentiel pour restaurer la stabilité dans les marchés[66].
- Les candidats à l'élection présidentielle américaine de 2008, Barack Obama (sénateur démocrate) et John McCain (sénateur républicain), ont voté le 1er octobre 2008 en faveur de la loi modifiée et présentée par le Sénat des États-Unis, laquelle sous-tend le Plan Paulson[67],[68],[69]. De plus, Barack Obama a affirmé que « n'importe quel plan de sauvetage doit inclure des façons de recouvrer l'argent, tout en protégeant les familles industrieuses et les grandes institutions financières et doit être conçu pour prévenir de telles crises dans le futur »[trad 15],[70].
- Le président du Senate Banking Committee[note 3], le sénateur Christopher Dodd, a affirmé que « ce plan est stupéfiant par son étendue et par son manque de détails... Il ne fait rien selon moi pour aider une seule famille à sauver sa maison[trad 16],[71]. »
- Le sénateur Richard Shelby, le représentant officiel du parti républicain au Senate Banking Committee[note 3], a affirmé qu'il est « inquiet que [la proposition du Trésor américain] ne soit ni applicable ni compréhensible, malgré son coût très élevé »[trad 17],[72].
- Dans un éditorial du Wall Street Journal, la sénatrice Hillary Clinton a suggéré de diminuer les taux de défaut de paiement des hypothèques et de forclusions[note 5] qui ont initié la crise des subprimes, pas seulement de sauver les firmes de Wall Street : « Si nous ne faisons pas les gestes pour résoudre la crise à laquelle font face les emprunteurs, nous ne serons jamais capables de résoudre la crise à laquelle font face les prêteurs[trad 18]. » Elle a proposé un nouveau Home Owners' Loan Corporation (HOLC), semblable à celui qui a été créé en 1933 après la Grande Dépression de 1929. Le nouveau HOLC administrerait un programme national qui aiderait les propriétaires de maison à refinancer leur hypothèque. Elle demande aussi un moratoire sur les forclusions et un gel des taux d'intérêt sur les hypothèques à taux variable[73].
- Le candidat à la présidence 2008 du Parti libertarien, Bob Barr, est l'un des politiciens qui s'est le plus opposé au Plan Paulson. Il a affirmé que le gouvernement ne doit pas jouer avec l'argent des contribuables et qu'il doit diminuer la réglementation, tout en privatisant Fannie Mae et Freddie Mac[74].

### Financiers
(mai 2024).
- L'investisseur Warren Buffett a affirmé que le gouvernement américain devrait acquérir les actifs toxiques au prix de marché, pas à la valeur aux livres des institutions financières[75]. Il a de plus affirmé, en parlant des gestionnaires du Plan Paulson, qu'ils « devraient insister pour que les directeurs des institutions qui participent au programme doivent renoncer pour quelques années à recevoir une rémunération. Ils devraient, peut-être, éliminer les bonus[trad 19]. ». « Si quelqu'un veut vendre quelques milliards de ses instruments financiers au Trésor américain, il devrait au préalable en vendre deux ou trois milliards sur le marché et demander au Trésor américain d'égaler ce prix. Vous ne voulez pas que le Trésor américain soit un bouc émissaire[trad 20],[76]. » La société d'investissement de Warren Buffett, Berkshire Hathaway, détient des institutions financières, dont Goldman Sachs, qui bénéficieront directement ou indirectement du programme[77].
- L'investisseur George Soros est opposé au Plan Paulson dans sa forme originale : « La proposition de M. Paulson d'acheter des MBS "toxiques" est un problème classique d'asymétrie d'information. Les titres en question sont difficiles à évaluer et les vendeurs en savent plus que les acheteurs : dans n'importe quel scénario d'achat, le Trésor américain se retrouvera avec la lie. La proposition amène son lot de conflits d'intérêts. À moins que le Trésor américain paie une surprime pour les actifs, le plan n'amènera pas de soulagement[trad 21]. » Par contre, il affirme que les conditions posées par Barack Obama pour mettre le plan en œuvre sont de « bons principes »[trad 22],[78].
- L'investisseur Carl Icahn a qualifié le sauvetage de « folie et d'enfer inflationniste »[trad 23],[79].
- Joshua Rosner, directeur de gestion pour Graham Fisher & Co., affirme que le plan de sauvetage fera diminuer la valeur du dollar américain tout en faisant augmenter les taux d'intérêt. De plus, il affirme que ce plan ne fait qu'inciter les investisseurs à acquérir des actifs de peu de qualité tout en créant une bulle financière sur des titres de qualité douteuse[80].
- L'investisseur Jim Rogers qualifie le plan de « ahurissant, dévastateur, et très nocif pour les États-Unis »[trad 24],[81].
- Tim McCormack, Chief Investment Officer chez Alpha Titans à Santa Barbara, Californie, affirme que le problème qui sous-tend la crise financière est une faillite du système de supervision bancaire, ce qui a permis à plusieurs institutions financières de dépasser les ratios d'endettement pour les actifs adossés à des hypothèques. Il voit le Plan Paulson comme un cadeau aux institutions financières[82]. Il affirme également que c'est la peur de l'effet domino, plutôt que de la non-liquidité du marché, qui est la cause du gel du crédit[83].

### Économistes
(mai 2024).
- Alan Greenspan, ancien président de la Réserve fédérale des États-Unis et économiste de formation, a appuyé le Plan Paulson le 19 septembre 2008[79].
- Joseph Stiglitz, « prix Nobel d'économie », dans un entretien au journal Le Monde[84] a jugé que « le plan britannique qui consiste à injecter du capital aux banques » était une meilleure option. Estimant que le Plan Paulson ne s'attaquait pas à la racine du mal qui réside pour lui dans la chute du marché de l'immobilier, il trouve que le « Plan Paulson consiste à faire une transfusion sanguine à un malade qui souffre d'une hémorragie interne ». Dans cet article, il préconise que les États-Unis adoptent un régime d'assurance-chômage plus généreux que celui actuellement en vigueur, sinon il craint que la situation n'empire. Il reprend les mêmes idées dans un article rédigé en anglais disponible en ligne[85].
- Dans une lettre envoyée au Congrès des États-Unis le 24 septembre 2008, plus de 200 économistes travaillant dans des universités ont exprimé leurs « grandes inquiétudes à propos du plan proposé par le Secrétaire au Trésor Paulson »[trad 25]. La lettre, approuvée par 231 économistes américains en quelques jours, a été qualifiée de « consensus apparent des économistes académiques »[trad 26],[86]. Ses auteurs perçoivent trois pièges fatals dans le plan originellement proposé :

« 1) Son honnêteté. Le plan est une subvention aux investisseurs aux dépens des contribuables. Les investisseurs qui ont pris un risque pour faire un profit doivent aussi subir les pertes. [...] Le gouvernement peut maintenir une industrie financière qui fonctionne bien [...] sans sauver quelques investisseurs qui ont pris de mauvaises décisions.

2) Son ambiguïté. Ni la mission de la nouvelle agence ni sa supervision ne sont claires. Si les contribuables doivent acheter des actifs non liquides et opaques de vendeurs en difficulté, les termes, les occasions et les méthodes de ces achats doivent être transparents avant de procéder à l'achat et les actifs doivent être supervisés avec diligence.

3) Ses effets à long terme. Si le plan est accepté, ses effets seront avec nous [les Américains] pour une génération. À la suite de leurs efforts, les marchés des capitaux américains, dynamiques et innovateurs, ont amené une prospérité nationale inconnue jusqu'alors. Affaiblir de façon fondamentale ces marchés dans le but de calmer des perturbations à court terme est affligeant »
— Extrait de la lettre envoyée au Congrès des États-Unis par un collectif d'économistes américains
- Paul Krugman, « prix Nobel d'économie » et chroniqueur au New York Times, a recommandé que, au lieu d'acquérir des actifs toxiques, le département du Trésor devrait acquérir des actions privilégiées pour apporter du capital aux banques. Cela renforcerait la santé financière des banques, les encourageant à prêter, et le gouvernement recevrait des dividendes sur ces actions. Ce comportement ressemblerait à ce qui s'est produit pour surmonter la crise des caisses d'épargne américaine[note 6] et lors de la mise sous tutelle de Fannie Mae et Freddie Mac. Ceci élimine le problème de l'évaluation des MBS à acheter[88]. Cette approche ressemble à celle mise en place en Suède dans les années 1990 lors du sauvetage du système bancaire suédois[89].

### Journalistes
- The Economist a écrit que bien que le « plan de M. Paulson ne soit pas parfait [...] il est suffisamment bon[trad 28]. » et que le « Congrès devrait l'accepter, le plus tôt possible[trad 29],[90]. »
- Selon Robert Kuttner, le « contrat proposé par Paulson est rien de moins qu'outrageux. Il n'inclut pas de supervision sur ses opérations faites à huis clos. Il obtient seulement l'assentiment et l'argent du Congrès pour ce qu'il est déjà en train de faire, ad hoc[trad 30],[91].
- Le journaliste Rosalind Resnick préconise un hypothétique scénario dans lequel les « consommateurs et les entreprises pourront emprunter au taux directeur de la Fed plus 2 %, comme les grosses banques font. Cela signifie que les personnes proches du défaut de paiement pourraient refinancer leur hypothèque en divisant leur paiement hypothécaire par deux, sauvant des milliers de maisons de la forclusion[note 5]. Les consommateurs pourraient aussi refinancer le solde de leurs cartes de crédit, les emprunts pour automobiles et d'autres emprunts à des taux d'intérêt qu'ils peuvent payer[trad 31],[92]. » Ce plan « ne coûterait rien aux contribuables américains[trad 32],[92]. ».

## Autres propositions
Plusieurs propositions ont été faites pour résoudre les problèmes qui ont mené à la crise financière de 2008 :
- aide hypothécaire ;
- recapitalisation bancaire par le biais d'investissements en capital ;
- mise au point d'outils d'évaluation des actifs toxiques ;
- réformes des marchés financiers dans le but d'augmenter la confiance des investisseurs.

### Aide hypothécaire
- Les républicains conservateurs siégeant à la Chambre des représentants des États-Unis ont proposé un plan d'assurance hypothécaire comme alternative au plan de sauvetage[93]. Le sénateur américain John McCain aurait été en faveur de ce plan[94], mais ce n'est pas confirmé.
- Arnold Kling, ancien économiste senior chez Freddie Mac, définit les « emprunteurs résidentiels »[trad 33] comme des « personnes qui sont nominalement propriétaires mais qui ont mis si peu d'argent de leur propre poche qu'ils seraient plus exactement décrits comme des personnes vivant dans des maisons prêtées »[trad 34]. Il estime que le Plan Paulson devrait substituer les maisons prêtées par la location ou l'acquisition de la propriété[95].
- Dans un éditorial du Wall Street Journal, le sénateur Hillary Clinton a suggéré de diminuer les taux de défaut de paiement des hypothèques et de forclusions[note 5] qui ont initié la crise des subprimes, pas seulement de sauver les firmes de Wall Street : « Si nous ne posons pas les gestes pour résoudre la crise à laquelle font face les emprunteurs, nous ne serons jamais capables de résoudre la crise à laquelle font face les prêteurs[trad 18]. » Elle a proposé un nouveau Home Owners' Loan Corporation (HOLC), semblable à celui qui est apparu en 1933 après la Grande Dépression de 1929. Le nouveau HOLC administrerait un programme national qui aiderait les propriétaires de maison à refinancer leur hypothèque. Elle demande aussi un moratoire sur les forclusions et un gel des taux d'intérêt sur les hypothèques à taux variable[73].

### Recapitalisation des banques
- L'économiste Nouriel Roubini de l'Université de New York a proposé un programme, qui va au-delà du Home Owners' Loan Corporation, en 10 points incluant la création d'une nouvelle agence qui combine à la fois le Resolution Trust Corporation[note 7] et le Reconstruction Finance Corporation[96]. Roubini suggère que les banques soient recapitalisées (en échangeant de l'argent contre des actions privilégiées) et que leurs dividendes soient suspendus[97].
- L'économiste Paul Krugman recommande des investissements dans le capital des banques, approches retenues lors de la crise des caisses d'épargne américaine, de la mise sous tutelle de Fannie Mae et de Freddie Mac et du sauvetage du système bancaire suédois. Elle prévient le problème de l'évaluation des MBS[88],[89].
- Luigi Zingales, professeur sur l'entrepreneuriat et la finance à l'Université de Chicago, a proposé un chapitre spécial à insérer dans la loi sur la banqueroute[note 8] qui permettrait de convertir la dette des banques en capital, ce qui améliorait leurs ratios capital:prêt et leur permettrait de recommencer à prêter[98].
- Janet Tavakoli, une consultante financière et une ancienne professeure adjointe sur les produits dérivés du Graduate School of Business de l'Université de Chicago, critique négativement le plan de sauvetage, car il masque des problèmes et maintient l'incertitude sur les prix. Elle préconise la restructuration forcée, avec une combinaison de pardon sur les dettes et un échange de capital pour les dettes[99],[100]

### Liquidation des actifs
- Christopher Ricciardi, ancien banquier de Merrill Lynch, a rédigé une lettre à l'attention d'Henry Paulson lui suggérant que le gouvernement fédéral américain devrait garantir quelques actifs toxiques dans le but d'inciter à leur achat par des investisseurs privés, plutôt que d'acheter directement ses actifs toxiques[101].
- L'investisseur Warren Buffett croit que le gouvernement fédéral américain devrait payer au prix du marché les actifs toxiques plutôt que se baser sur un prix estimé par les banques. Le prix du marché serait déterminé en vendant une portion des actifs toxiques à des investisseurs privés[102].

### Réforme du système monétaire
- Dominique Strauss-Kahn, directeur du Fonds monétaire international, a recommandé des actions à court terme pour aider les banques : provisions de liquidités, achat d'actifs toxiques et recapitalisation. De plus, il souhaite des règlements plus prudents, de meilleures pratiques comptables et plus de transparence[103].
- Le commentateur Karl Denninger, auteur de The Market Ticker, a proposé un plan pour restaurer la confiance dans le système financier. Le gouvernement fédéral américain doit imposer aux institutions financières de (1) ramener dans le bilan comptable tous les produits dérivés tout en les obligeant à les évaluer selon certaines normes comptables, (2) échanger exclusivement leurs produits dérivés dans un marché créé à cette fin et (3) se limiter à un effet de levier de 12:1. Il affirme que ces mesures permettront de restructurer plus équitablement et plus calmement les institutions en difficulté, à un coût moindre[104],[105].

## Loi

### Création
Le projet de loi initial soumis à la Chambre des représentants des États-Unis, nommé Troubled Asset Relief Program (TARP), comprenait 3 pages. À ce moment, le but du projet est de réduire l'incertitude planant sur la valeur de l'ensemble du système financier américain en rachetant les actifs toxiques, cette opération permettant au passage de restaurer la confiance dans ce système. Ce texte sera substantiellement augmenté pour devenir un projet de loi faisant 110 pages et sera proposé comme amendement au projet de loi H.R. 3997, dont le contenu sera complètement vidé. L'amendement est rejeté par la Chambre des représentants des États-Unis lors d'un vote le 29 septembre 2008 par 228 voix contre et 205 pour.
Le 1er octobre 2008, le Sénat des États-Unis a débattu et voté un amendement au projet de loi H.R. 1424, un substitut à TARP qui sera nommé Emergency Economic Stabilization Act of 2008,.
Le sénat a accepté l'amendement et a adopté le projet de loi par 74 voix pour et 25 contre. Le projet de loi H.R. 1424 a été voté par la Chambre des représentants des États-Unis le 3 octobre 2008 : il fut accepté par 263 voix pour et 171 contre. Le président George W. Bush a ratifié le projet en loi quelques heures après son acceptation par les deux chambres, créant du même coup un fonds de 700 milliards USD que le Trésor américain pourra utiliser pour acheter des actifs toxiques.

### Points saillants

#### Gestion du programme
La loi autorise le Secrétaire du Trésor des États-Unis d'établir le Troubled Asset Relief Program dans le but d'acheter des actifs toxiques d'institutions financières. L’Office of Financial Stability est créé à l'intérieur du département du Trésor des États-Unis en tant qu'agence qui sera dirigée par le secrétaire. Pendant qu'il accomplit sa mission, le secrétaire doit consulter le Federal Reserve System, la Federal Deposit Insurance Corporation, l’Office of the Comptroller of the Currency, le directeur du Office of Thrift Supervision et le secrétaire du Department of Housing and Urban Development,,.

#### Financement
La loi autorise une enveloppe globale de 700 milliards USD dont 421 milliards ont finalement été utilisés. Le Secrétaire au Trésor des États-Unis a un accès immédiat à 250 milliards. Le président des États-Unis peut autoriser un montant additionnel de 100 milliards. Pour la dernière tranche de 350 milliards, le président doit informer le Congrès des États-Unis de son intention d'autoriser des fonds supplémentaires. Le congrès a 15 jours pour voter une résolution qui interdit cette autorisation. Si le congrès ne parvient pas à passer la résolution dans le délai prescrit ou si la résolution passe mais que le président des États-Unis y met son veto et que le congrès n'a pas suffisamment de voix pour surmonter le veto, le trésor reçoit les 350 milliards additionnels,.

#### Participation au capital des compagnies
Pour n'importe quelle firme participant au programme, le Secrétaire au Trésor des États-Unis doit obtenir un warrant lui garantissant le droit d'acquérir des actions sans droit de vote ou, si la compagnie ne peut émettre un warrant, des dettes prioritaires, c'est-à-dire des dettes dont le paiement est prioritaire relativement à des dettes qui ne le sont pas (par exemple, les hypothèques au Canada doivent être remboursées avant les dettes personnelles). Le secrétaire peut faire une exception de minimis, mais elle ne peut dépasser 100 millions USD,.

#### Prévention des forclusions et aide aux propriétaires de résidences
Dans le cas d'hypothèques contenues dans les actifs acquis par le trésor américain, le secrétaire doit (1) créer un programme qui tente de maximiser l'aide aux propriétaires de résidences et (2) inciter les traitants des hypothèques à profiter du Homeowners Program of the National Housing Act (HOPE) ou de tout autre programme disponible pour minimiser les forclusions,. De plus, le secrétaire peut recourir à des garanties de prêt et à des bonifications du crédit dans le but de diminuer le risque de forclusion. La loi ne contient pas de mécanisme pour modifier les termes d'une hypothèque sans le consentement d'une institution qui détient un intérêt dans celle-ci.

#### Limitation sur la rémunération des cadres supérieurs
Si le Trésor des États-Unis acquiert des actifs directement d'une entreprise et détient une part significative dans ses avoirs ou ses dettes, elle n'est pas autorisée à offrir à ses cinq cadres supérieurs des incitatifs qui encouragent des risques inutiles et excessifs. Également, l'entreprise est interdite de verser des paiements à un cadre supérieur en tant que parachute doré. Ces deux restrictions cessent lorsque le trésor ne possède plus d'avoirs ou de dettes dans l'entreprise. Elle obtient aussi, vis-à-vis les cadres supérieurs, le droit de récupérer les bonis versés ou les primes à la performance calculées selon des données erronées,.
Si le trésor acquiert des actifs pour plus de 300 millions USD via une enchère, tout nouveau contrat de travail d'un cadre supérieur ne peut contenir une clause de parachute doré dans le cas de départ involontaire, de banqueroute, d'insolvabilité ou d'administration judiciaire. Cette interdiction s'applique aux contrats à venir, ceux déjà signés ne sont pas visés,.
Dans n'importe lequel de ces scénarios, aucune limite n'est imposée sur la rémunération d'un cadre supérieur et les clauses de parachute doré ne seront pas modifiées.

#### Révision judiciaire
La loi établit que les actions du Secrétaire au Trésor des États-Unis dans le cadre de ce programme sont sujettes à une révision judiciaire,, ce qui renverse la demande initialement formulée par Paulson d'octroyer l'immunité au secrétaire.

#### Transparence
Pour chaque acquisition effectuée dans le cadre du programme, le Secrétaire au Trésor des États-Unis doit publier, dans les deux jours et dans un format électronique, une description de la transaction, la quantité d'actifs acquis et leur prix,.

#### Programme d'assurance de la FDIC
De la date de la promulgation de la loi, le 3 octobre 2008, jusqu'au 31 décembre 2009, la Federal Deposit Insurance Corporation (FDIC) assurera chaque dépôt jusqu'à concurrence de 250 000 USD, plutôt que jusqu'à concurrence de 100 000 USD comme auparavant,.

#### Supervision

##### Financial Stability Oversight Board
Le Financial Stability Oversight Board est créé dans le but d'analyser les actions du trésor américain et de faire des recommandations à la suite de ses analyses,. Les membres du comité sont :
- Le président du conseil de la Federal Reserve System (Fed) ;
- Le Secrétaire au Trésor des États-Unis ;
- Le directeur de la Federal Housing Finance Agency (FHFA)[note 13] ;
- Le président de la Securities and Exchange Commission (SEC) ;
- Le Secrétaire du Department of Housing and Urban Development[note 12].

##### Panel de surveillance du Congrès des États-Unis
Un panel de surveillance du Congrès des États-Unis est créé par la loi dans le but de surveiller l'état du marché financier, le système de régulation et la gestion du Troubled Asset Relief Program par le Trésor américain. Il est composé de cinq experts externes au gouvernement fédéral américain, chacun étant mandaté par différents responsables du gouvernement. Le panel doit rapporter ses observations mensuelles au congrès, à partir de la date du premier achat effectué dans le cadre du programme. Il doit aussi remettre un rapport spécial au congrès à propos des réformes apportées aux mécanismes de régulation au plus tard le 20 janvier 2009,.

##### Surveillance par leComptroller General
Le Controller General (CG), directeur du Government Accountability Office, est requis de superviser les performances du programme et de rapporter ses observations bimestrielles au Congrès des États-Unis. Il est aussi requis d'auditer le programme sur une base annuelle. La loi donne au CG le droit d'accéder à toutes les informations qui appartiennent au programme ou qu'il utilise,.

##### Bureau duSpecial Inspector General
La loi crée le bureau du Special Inspector General (SIG) pour le Troubled Asset Relief Program, dont les officiers sont appointés par le président des États-Unis et confirmés par le Sénat des États-Unis. Le SIG doit monitorer, auditer et enquêter sur les activités du trésor américain en lien avec le programme et rapporter ses observations trimestrielles au congrès américain,.

#### Fiscalité
La loi apporte des changements au système fiscal fédéral américain :
- Les institutions attitrées peuvent comptabiliser les pertes sur les actions privilégiées de Fannie Mae et de Freddie Mac à l'encontre de revenus ordinaires, plutôt que comme gain en capital.
- Pour les entreprises qui participent au programme, de nouvelles limites sont imposées aux déductions autorisées pour la rémunération des cadres.
- La clause de congé fiscal sur les hypothèques des particuliers définie dans le Mortgage Forgiveness Debt Relief Act of 2007[note 14] est augmentée de trois ans, ce qui prolonge le congé jusqu'en 2012.

## Administration du programme
Dans le cadre du programme, le gouvernement fédéral américain aura recours au CAMELS ratings pour déterminer quelles banques pourront recevoir de l'aide financière. Le New York Times affirme que le « critère utilisé pour déterminer qui aura l'argent met en place un environnement qui favorisera la consolidation dans l'industrie en favorisant ceux qui ont le plus de chances de survivre,. ».
Les aspects publiés du programme de capitalisation « suggèrent que le gouvernement définira de façon imprécise ce qui constitue une banque en bonne santé. [... Les banques] qui ont fait du profit dans la dernière année sont probablement celles qui recevront une injection de capital. Les banques qui ont perdu de l'argent pendant l'année passée devront se soumettre à d'autres tests. [... Les responsables du programme] se demanderont également si une banque a suffisamment de capital et de réserves financières pour subir une sévère perte dans son portfolio de prêts immobiliers, de prêts improductifs et d'autres actifs toxiques,. Quelques banques ont reçu du capital en acceptant en contrepartie de chercher un partenaire pour une fusion. Pour recevoir du capital dans le cadre du programme, les banques « doivent aussi fournir un plan d'affaire portant sur les deux à trois prochaines années et expliquer comment elles prévoient d'utiliser leur capital. »,. Le secteur automobile ayant été fortement touché, plus de 13 milliards de dollars ont été accordés en décembre 2008 aux Big Three (General Motors, Ford et Chrysler). ». L'American International Group (AIG) a aussi été aidé de façon importante.

## Critiques
Les partisans du plan Paulson ont affirmé qu'une intervention dans le marché monétaire américain était essentielle pour prévenir une plus grande perte de confiance dans le système monétaire américain et qu'un refus d'agir mènerait à une dépression économique.
Les opposants ont souligné que le plan était coûteux et qu'il était précipité, ajoutant que les sondages effectués auprès de la population américaine indiquaient que les citoyens étaient contre une aide apportée aux banques d'investissement, lesquelles spéculaient régulièrement en bourse. Ils ont aussi affirmé qu'aucune autre proposition n'a été étudiée ou considérée et que le Sénat des États-Unis a forcé le passage du projet de loi en rajoutant des mesures qui rendraient les citoyens plus réceptifs à une telle loi,.
En 2014, une étude économique menée par Duchin et Sosyura montre que les banques qui ont reçu des injections de capital public grâce au plan Paulson ont par la suite octroyé des prêts plus risqués, et sélectionné des actifs plus risqués. La loi a ainsi eu des effets pervers.

## Bilan en 2013
En septembre 2013, 421 milliards de dollars ont été utilisés dans le cadre de ce plan et 422 milliards collectés dans le cadre des remboursements, des dividendes et le paiement d'intérêts. Il est estimé que le trésor public empochera un bénéfice significatif de ces interventions.
Le volet bancaire du plan, d'un coût initial de 238 milliards de dollars a rapporté au Trésor américain environ 24 milliards de dollars, alors que le TARP est venu à la rescousse de quelque 650 banques. Quelque 3 milliards de dollars sont encore utilisés par une centaine de petites banques.
Le volet d’aide a la construction automobile aux États-Unis, où le gouvernement est venu au secours de General Motors et de Chrysler sera déficitaire d'environ 15 milliards de dollars. L'État américain détient encore quelque 10 % de titres GM en circulation, contre deux tiers au pire de la crise.
Le volet d'aide à l'immobilier sera déficitaire 16 et 38 milliards de fonds publics. Le TARP ne comprend par ailleurs pas les 188 milliards de dollars déboursés pour le sauvetage des sociétés du refinancement immobilier Fannie Mae et Freddie Mac.